# بالاژ بیرکاش
بالاژ بیرکاش (مجاری: Balázs Birkás؛ زادهٔ ۱۲ آوریل ۱۹۹۶) قایقران کانو اهل مجارستان است.
وی در مسابقات کشوری و بین‌المللی در مجموع برندهٔ ۳ مدال طلا، ۱ مدال نقره، ۱ مدال برنز شده‌است.